# Rudolf von Bandemer
Rudolf Wilhelm Otto von Bandemer (* 19. Juni 1829 in Weitenhagen, Kreis Stolp; † 15. August 1906 in Selesen, Kreis Stolp) war ein deutscher Gutsbesitzer und Politiker.
Bandemer war ein jüngerer Sohn der Christiane Wilhelmine von Hanstein und des Gutsbesitzers Wilhelm Franz von Bandemer-Selesen (* 1789; † 1860) und studierte an der Landwirtschaftlichen Hochschule Poppelsdorf in Bonn und an der Landwirtschaftlichen Akademie Möglin. Er war Fideikommissbesitzer des 1993 ha umfangreichen Ritterguts Selesen mit Ziegelei bei Schmolsin, Mitglied des Kreistags in Köslin und stellvertretender Amtsvorsteher. Bandemer nahm an dem Deutschen Krieg von 1866 teil, in dessen Verlauf er zum Rittmeister ernannt wurde. Als Rittmeister a. D. wurde er Kammerherr.
Von 1877 bis zu seinem Tode 1906 vertrat von Bandemer den Wahlkreis Köslin 1 (Lauenburg–Bütow–Stolp) im Preußischen Abgeordnetenhaus. In dem traditionell konservativen Wahlkreis wurden seit 1879 nur noch deutschkonservative Kandidaten gewählt.
Rudolf von Bandemer trat als Ehrenritter 1866 dem Johanniterorden bei, wurde 1880 Rechtsritter und war Mitglied der Pommerschen Provinzial-Genossenschaft.